# Walfang in Norwegen
| Jahr | Quote | Fang |
| ---- | ----- | ---- |
| 1994 | 319   | 280  |
| 1995 | 232   | 218  |
| 1996 | 425   | 388  |
| 1997 | 580   | 503  |
| 1998 | 671   | 625  |
| 1999 | 753   | 591  |
| 2000 | 655   | 487  |
| 2001 | 549   | 550  |
| 2002 | 671   | 634  |
| 2003 | 711   | 646  |
| 2004 | 670   | 541  |
| 2005 | 797   | 639  |
| 2006 | 1052  | 546  |
| 2007 | 1052  | 592  |
| 2008 | 1052  | 536  |
| 2009 | 885   | 483  |
| 2010 | 1286  | 468  |
| 2011 | 1286  | 533  |
| 2012 | 1286  | 465  |
| 2013 | 1286  | 594  |
| 2014 | 1286  | 736  |
| 2015 | 1286  | 660  |
| 2016 | 880   | 591  |
| 2017 | 999   | 432  |
| 2018 | 1278  | 454  |
| 2019 | 1278  | 429  |
| 2020 | 1278  | 503  |
| 2021 | 1278  | 577  |
| 2022 | 917   | 580  |
| 2023 | 1000  | 507  |
| 2024 | 1157  | 414  |
| 2025 | 1406  |      |

Norwegen gehört mit Japan und Island zu den wenigen Ländern, die kommerziellen Walfang betreiben. Staatliche Garantieabnahmen für Walfleisch stellen eine Form der Subvention des norwegischen Hohen Nordens dar, wo eine jahrzehntelange Walfangtradition besteht. Derzeit ist der Fang von etwa 1.000 Minkwalen im Jahr erlaubt, bei einer Population dieser Walart von etwa 107.000 Tieren im Nordosten des Atlantik.

## Geschichte
Mitte der 1920er Jahre besaß Norwegen eine monopolartige Stellung im Walfang: bis zu 80 Prozent der weltweiten Tranerzeugung wurde von Norwegen gestellt, nichtnorwegische Unternehmen arbeiteten mit norwegischen Personal oder norwegischer Technik.
| Walfanggesellschaften          | Walfangboote / BRT | Kochereiboote / BRT | Transportboote / BRT | Flotte / BRT (gesamt) | Gefangene Wale | Tran      |
| ------------------------------ | ------------------ | ------------------- | -------------------- | --------------------- | -------------- | --------- |
| 1924/25 – Arktis               |                    |                     |                      |                       |                |           |
| 26                             | 102 / 18.385       | 17 / 92.380         | 6 / 25.254           | 125 / 136.019         | 12.430         | 104.550 t |
| 1927/28 – Arktis und Antarktis |                    |                     |                      |                       |                |           |
| 21                             | 89 / 17.213        | 15 / 92.260         | 7 / 30.929*          | 111 / 130.096         | 11.616         | 143.820 t |

Hinweis: * 1926/27

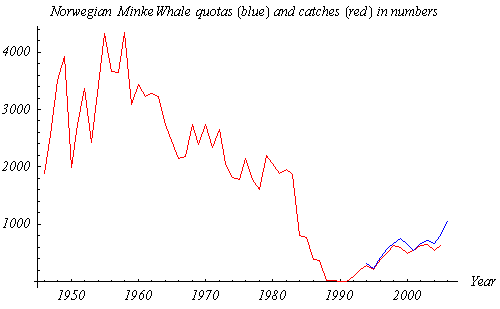
Norwegische Minkwalfangquoten (Blau, 1994–2006) und Fänge (Rot 1946–2005)
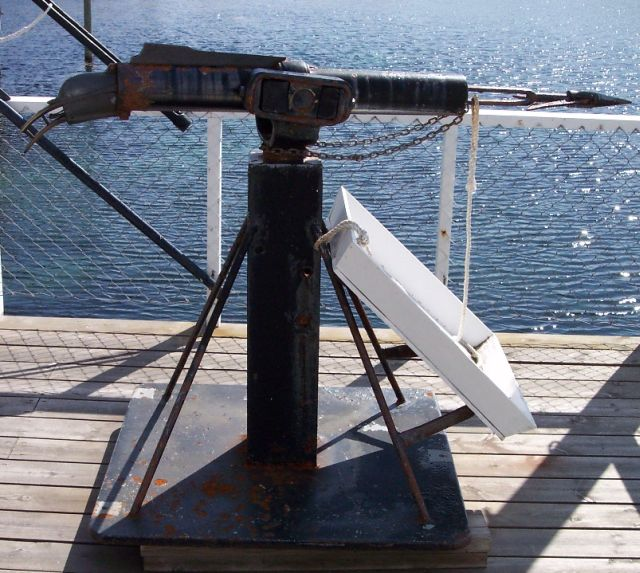
Harpune eines Walfängers
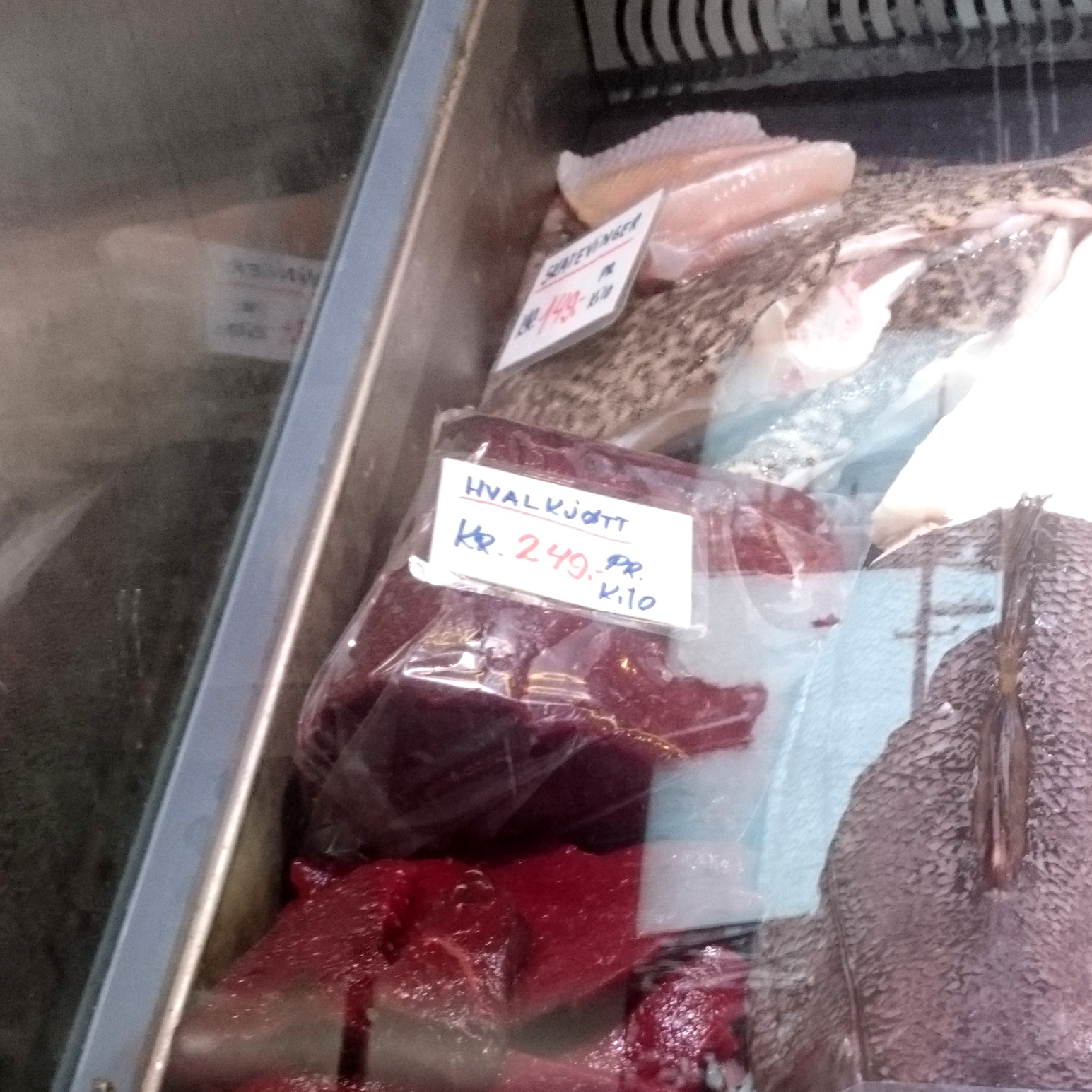
Walfleisch (Bokmål: hvalkjøtt) im Jahr 2016 in einem Bergener Restaurant (249 NOK/kg)
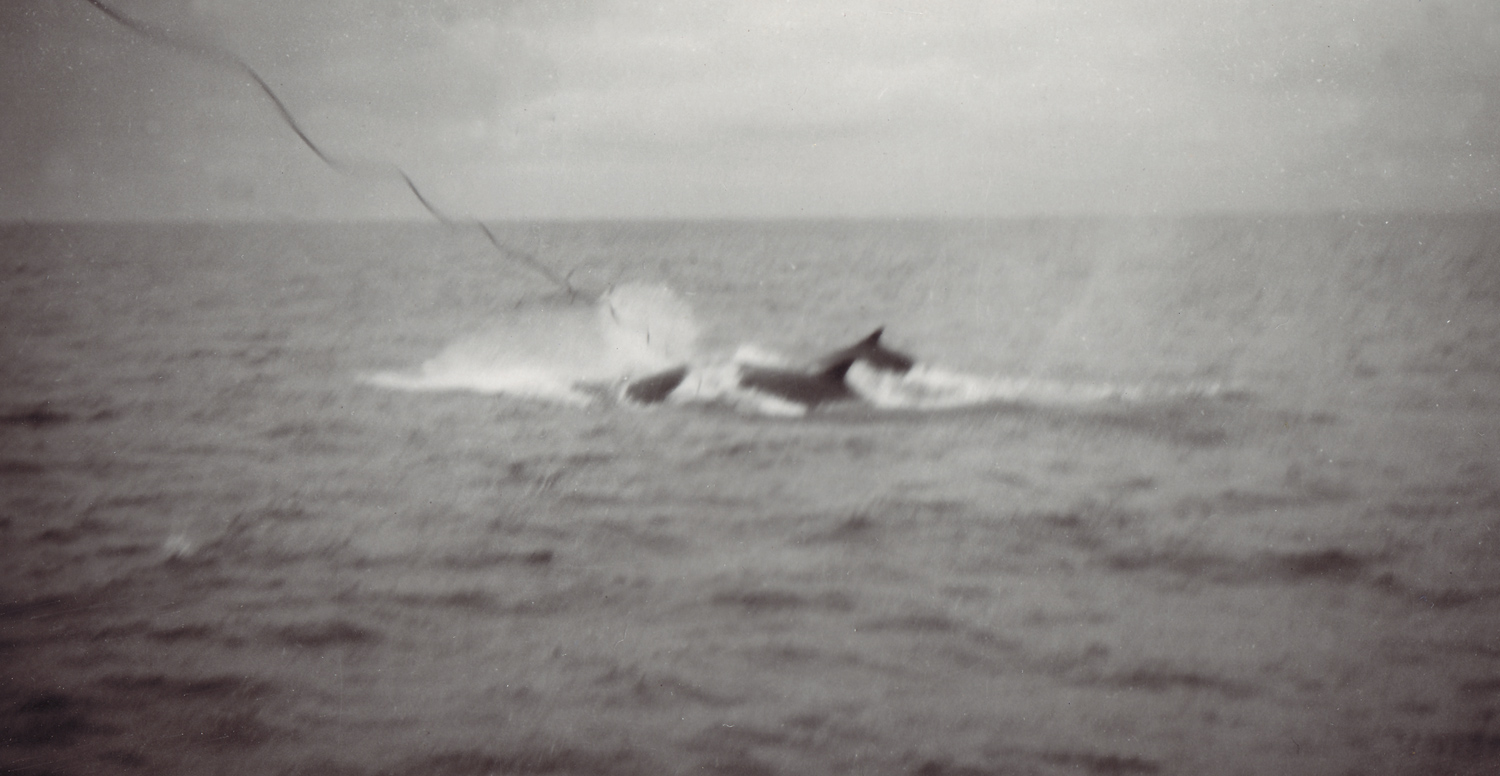
Walfang mit Harpune

Norwegen hat dem Moratorium der Internationalen Walfangkommission (IWC) widersprochen und 1993 den kommerziellen Walfang wiederaufgenommen. Neben der heimischen Nachfrage wird norwegisches Walfleisch auch in Island und den Färöern abgenommen.
Seit 1999 werden Wanderungen der Minkwale wissenschaftlich untersucht und verfolgt. 2004 fasste das Norwegische Parlament den Entschluss, den Walfang auszuweiten. Vor dem Walfangmoratorium waren die jährlichen Fänge bei etwa 2000 Tieren, 2008 noch bedeutend geringer.
Norwegen hat über nahezu 20 Jahre versucht, Blubber nach Japan zu exportieren, da dieser vom heimischen Markt nicht abgenommen wird. Dies scheiterte bis 2007 an Umweltbedenken bzw. Importrestriktionen in Japan. 2008 gelang es Norwegen und Island, wieder Walfleisch nach Japan zu exportieren und damit Zugang zum bedeutendsten Walfleischmarkt der Welt zu gewinnen.
Der Walfang ist in Norwegen rückläufig. Die Fangquote wurde in den letzten Jahren nicht ausgeschöpft. So wurden in den letzten Jahren 660 (2015), 591 (2016) und 432 (2017) Wale erlegt. Gab es 1950 noch 350 Fangboote, waren es 2017 noch elf, bzw. 2022 noch 13 Schiffe. 2023 nahmen noch 9 Schiffe am Walfang teil, die Anzahl der Walfänger liegt bei etwa hundert Personen, die wirtschaftliche Bedeutung des Walfangs ist marginal. 2018 beschloss das Land eine deutliche Erhöhung (um 28 %) der Fangquote auf 1278 Tiere, um den Walfang wieder attraktiver zu machen. 2018 gab es dann mit 454 getöteten Walen auch einen leichten Zuwachs an Fängen. 2019 sank die Fangquote allerdings erneut ab auf 429 Tiere. 2020 lag der Fang bei 503 Tieren und stieg 2021 auf 575 Wale. Da Norwegen nur Zwergwale bejagt, gerät dieser nur wenig in Konflikt mit dem inzwischen wirtschaftlich bedeutenderem Waltourismus, der sich vor allem auf Orcas, Buckelwale und Pottwale fokussiert.

## Verwendung in der norwegischen Küche
Walfleisch wurde in der norwegischen Küche lange als preiswerter Ersatz (2009 etwa 100 NOK / 10 € pro Kilogramm im Versandhandel) für Rindfleisch verwendet. Je nach Herkunft und Trangehalt schmeckt Walfleisch ähnlich wie Rinderherz, Rumpsteak oder eben auch Leber mit etwas Fischaroma. Eine besondere Spezialität ist Walfleischschinken und daraus zubereitetes Carpaccio.

## Kontroverse
Gegner des Walfangs halten die Weiterführung des kommerziellen Walfangs angesichts des norwegischen Reichtums und der internationalen Widerstände für paradox. Dabei ist Norwegen im Bereich Fischfang äußerst restriktiv in Bezug auf Fangquoten und besonders deren Kontrolle.
Norwegen gehört – neben Japan und der Schweiz – zu den Ländern weltweit mit der am stärksten subventionierten und protegierten Landwirtschaft und Nahrungsmittelerzeugung. Den Befürwortern zufolge finden kleine Firmen und Gemeinden im Norden des Landes mit dem Walfang ein nachhaltiges Auskommen und der Walfang spiele auch in der lokalen Tradition und Kultur eine wichtige Rolle.